# Epiclerus agromyzae
Epiclerus agromyzae is een vliesvleugelig insect uit de familie Tetracampidae. De wetenschappelijke naam is voor het eerst geldig gepubliceerd in 1951 door Risbec.